# Jezero svaté Lucie
Jezero svaté Lucie (anglicky Lake St. Lucia, afrikánsky St. Lucia Meer) je jezero v provincii KwaZulu-Natal v Jihoafrické republice u pobřeží Indického oceánu. Je to největší jihoafrické jezero a leží 275 km severně od Durbanu. Má rozlohu 360 km². Je 60 km dlouhé a maximálně 20 km široké. Hloubka se pohybuje od 1 do 3 m.

## Vodní režim
Voda z jezera odtéká 11 km dlouhým průtokem do Indického oceánu.

## Ochrana přírody
Spolu s okolím je součástí národního parku Greater St. Lucia Wetland Park.